# Obrona powietrzna
Obrona powietrzna – część systemu obronnego państwa ukierunkowana na zapewnienie jego bezpieczeństwa w wymiarze powietrznym.
To działania bojowe i różnorodne przedsięwzięcia podejmowane przez państwo w celu odparcia napadu powietrznego nieprzyjaciela, załamania jego operacji powietrzno-kosmicznych, niedopuszczenia do zniszczenia najbardziej istotnych dla funkcjonowania państwa obiektów i ośrodków administracyjno–gospodarczych, osłony ludności i wojsk.

## Charakterystyka
W ujęciu narodowym (polskim) obrona powietrzna zapewnia bezpieczeństwo powietrzne państwa poprzez niwelowanie zagrożeń niesionych z przestrzeni powietrznej do poziomu zapewniającego funkcjonowanie niepodległego państwa – w tym jego sił zbrojnych.
Według poglądów NATO jest to całokształt przedsięwzięć mających na celu skuteczną obronę ważnych obiektów polityczno-przemysłowych i militarnych, infrastruktury obronnej i wojsk przed rozpoznaniem i uderzeniami lotnictwa, bezpilotowych środków napadu powietrznego oraz rakiet balistycznych. Zakres przypisywany obronie powietrznej w krajach członkowskich jest różny: od bardzo wąskiego, według którego OP to tylko zwalczanie samolotów przeciwnika w powietrzu przez naziemne środki walki, do najszerszego obejmującego walkę ze wszystkimi środkami napadu powietrznego  na lądzie i w przestrzeni powietrzno-kosmicznej przez wszystkie środki, które tę walkę mogą prowadzić.

## Podział obrony powietrznej

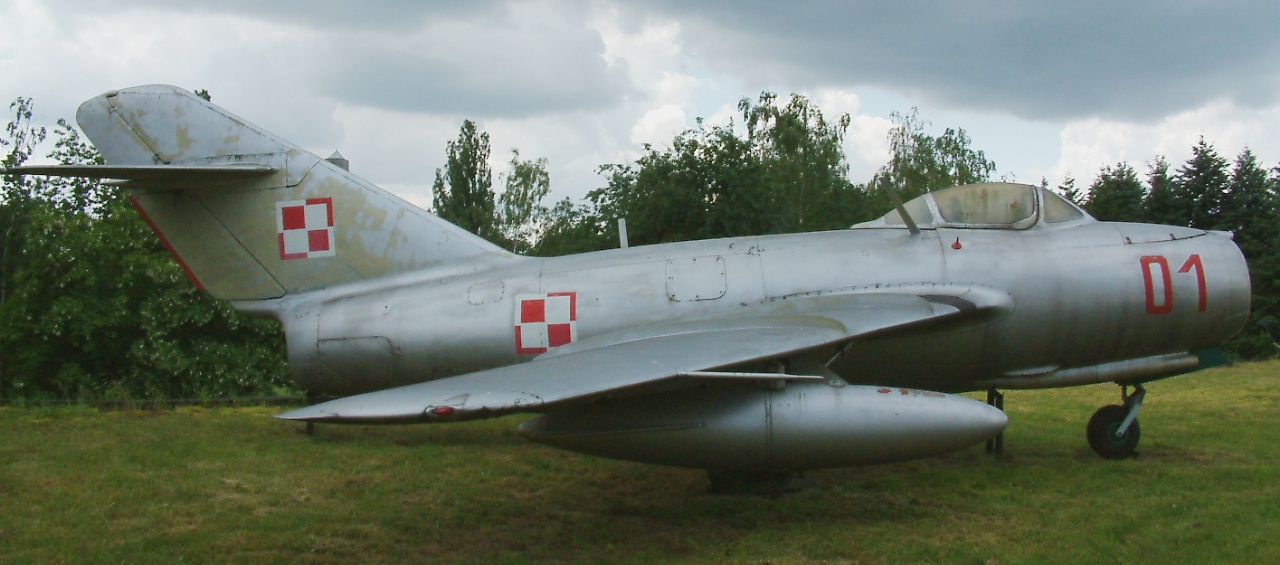
MiG-15 lotnictwa OPK

Obrona powietrzna dzieli się na:
- obronę powietrzną kraju,
- obronę przeciwlotniczą wojsk.

Obrona powietrzna obejmuje: 
- obronę przeciwlotniczą,
- obronę przeciwrakietową,
- obronę przeciwkosmiczną.